# زیبایی‌شناسی فرگشتی
زیبایی‌شناسی فرگشتی یا زیبایی‌شناسی تکاملی، اشاره به نظریات روان‌شناسی فرگشتی دارد که در آن، این گونه استدلال شده‌است که برتری‌های زیبایی‌شناسی انسان، در بقا و تولید مثل او مؤثر بوده‌است.
بر اساس این نظریه، مواردی مثل، برتری‌های رنگی، نسبت تناسب بدن همسر، شکل‌ها، وابستگی‌های عاطفی با اشیاء و بسیاری از جنبه‌های زیبایی‌شناختی دیگر را می‌توان با مراجعه به فرگشت انسان، توضیح داد.